# Індіан-Спрінгс (Монтана)
Індіан-Спрінгс (англ. Indian Springs) — переписна місцевість (CDP) в США, в окрузі Лінкольн штату Монтана. Населення — 85 осіб (2020).

## Географія
Індіан-Спрінгс розташований за координатами 48°57′28″ пн. ш. 115°2′37″ зх. д. / 48.95778° пн. ш. 115.04361° зх. д. (48.957793, -115.043725).  За даними Бюро перепису населення США в 2010 році переписна місцевість мала площу 11,68 км², з яких 11,66 км² — суходіл та 0,02 км² — водойми.

## Демографія
Згідно з переписом 2010 року, у переписній місцевості мешкала 31 особа в 14 домогосподарствах у складі 12 родин. Густота населення становила 3 особи/км².  Було 29 помешкань (2/км²).
Расовий склад населення:
| - 96,8 % — білих - 3,2 % — корінних американців |

До двох чи більше рас належало 0,0 %. Частка іспаномовних становила 0,0 % від усіх жителів.
За віковим діапазоном населення розподілялося таким чином: 22,6 % — особи молодші 18 років, 70,9 % — особи у віці 18—64 років, 6,5 % — особи у віці 65 років та старші. Медіана віку мешканця становила 42,5 року. На 100 осіб жіночої статі у переписній місцевості припадало 138,5 чоловіків;  на 100 жінок у віці від 18 років та старших — 118,2 чоловіків також старших 18 років.
Цивільне працевлаштоване населення становило 108 осіб. Основні галузі зайнятості: освіта, охорона здоров'я та соціальна допомога — 67,6 %, фінанси, страхування та нерухомість — 32,4 %.